# Comuna Primorski Dolac, Split-Dalmația
Primorski Dolac este o comună în cantonul Split-Dalmația, Croația, având o populație de 770 de locuitori (2011).

## Demografie
Componența etnică a comunei Primorski Dolac
     Croați (99,22%)
     Necunoscut (0,13%)
     Neclasificat (0,39%)
Componența confesională a comunei Primorski Dolac
     Catolici (99,48%)
     Necunoscută (0,26%)
     Alte religii (0,26%)
Conform recensământului din 2011, comuna Primorski Dolac avea 770 de locuitori. Din punct de vedere etnic, majoritatea locuitorilor (99,22%) erau croați. Apartenența etnică nu este cunoscută în cazul a 0,13% din locuitori. Din punct de vedere confesional, majoritatea locuitorilor (99,48%) erau catolici. Pentru 0,26% din locuitori nu este cunoscută apartenența confesională.